# フレッド・ダンラップ
フレドリック・ダンラップ（Frederick C. Dunlap、 1859年5月21日 - 1902年12月1日）は、アメリカ合衆国ペンシルベニア州フィラデルフィア出身のプロ野球選手（二塁手）。右投げ右打ち。
ニックネームは"Sure Shot"。1884年にユニオン・アソシエーションで攻守にわたってリーグ1位を独占する活躍をし、名二塁手としての名声を得た。

## 経歴
1880年、21歳の時にクリーブランド・ブルースの二塁手としてデビュー。85試合にフル出場し、リーグ最多となる27本の二塁打を放った。2年目には監督を兼任し、戦力的に充分でなかったチームを5位ながら勝ち越しに導き、自らも.325の打率を挙げチームを引っ張る存在となったが、クリーブランドでは打撃面より守備での活躍が目立つ選手だった。
1884年にユニオン・アソシエーションが創設された際、ダンラップはセントルイス・マルーンズに移籍し、それまででは考えられないほどの打撃面での活躍を見せた。安打数 (185)、得点 (160)、本塁打 (13)、打率 (.412)、出塁率 (.448)、長打率 (.621)はいずれもリーグトップの成績を残した。ユニオン・アソシエーションにおける個人の打点数は現在も判明していないが、他の部門の成績から見て、ダンラップがこの年のユニオン・アソシエーションの「三冠王」になっていたことは充分に推察される。また同じ年の二塁手の守備記録では、刺殺数、補殺数、併殺数、守備率と4つの部門でいずれもリーグトップだった。加えてこの年の6月27日以降、ダンラップはマルーンズの監督も兼任し、75試合の指揮をとっている。
マルーンズはユニオン・アソシエーション解体後、1885年にナショナルリーグに加盟するが、この年のダンラップの打撃成績は打率.270、114安打、本塁打2と特筆すべきものはなかった。その後も打撃面での目立った活躍はなく、専ら守備面でチームに貢献する選手だった。1886年にマルーンズの経営が行き詰ると、ダンラップは4,700ドルの金銭でデトロイト・ウルバリンズに放出される。その後ダンラップはピッツバーグ・アレゲニーズ（現パイレーツ）を経て1890年のプレイヤーズ・リーグに参加、1891年を最後に選手を引退した。1902年にフィラデルフィアにて死去。

## 詳細情報

### 打撃成績
※数字の後の"*"は、記録不明箇所があることを示す。
| 試合 | 打数 | 安打 | 二塁打 | 三塁打 | 本塁打 | 得点 | 打点 | 盗塁 | 三振 | 四球 | 死球 | 犠打 | 打率 | 出塁率 | 長打率 |
| ---- | ---- | ---- | ------ | ------ | ------ | ---- | ---- | ---- | ---- | ---- | ---- | ---- | ---- | ------ | ------ |
| 945  | 3974 | 1159 | 224    | 53     | 41     | 759  | 366* | 85*  | 263* | 283  | 85*  | -    | .292 | .340   | .406   |

### 投手記録
- 通算：2試合、投球回2.2、奪三振2、被安打6、被本塁打0、防御率6.75

### 獲得タイトル・記録
- 首位打者：1884年
- 最多安打：1884年
- 最多本塁打：1884年
- 最多得点：1884年
- 刺殺数（二塁手）リーグ最多：1883,1884年
- 補殺数（二塁手）リーグ最多：1880,1882,1884,1886年
- 最高守備率（二塁手）：1884,1885,1889年
- サイクル安打：1886年5月24日

※1884年はいずれもユニオン・アソシエーションでの記録

### 監督としての戦績
| 年度   | チーム | リーグ | 試合 | 勝利 | 敗戦 | 勝率 | 順位 | 備考                        |
| ------ | ------ | ------ | ---- | ---- | ---- | ---- | ---- | --------------------------- |
| 1882年 | CLB    | NL     | 80   | 42   | 36   | .538 | 5位  | 選手兼任、5月6日 -          |
| 1884年 | SLM    | UA     | 75   | 59   | 15   | .797 | 1位  | 選手兼任、6月27日 -         |
| 1885年 | SLM    | NL     | 111  | 36   | 72   | .333 | 9位  | 選手兼任                    |
| 1889年 | PIT    | NL     | 17   | 7    | 10   | .412 | 5位  | 選手兼任、7月25日 - 8月12日 |
| 通算   | 通算   | 通算   | 283  | 144  | 133  | .520 |      |                             |